# Dúbravica
Dúbravica é um município da Eslováquia localizado no distrito de Banská Bystrica, região de Banská Bystrica.

## Demografia
| Ano:        | 1994 | 2004    | 2014   | 2024   |
| ----------- | ---- | ------- | ------ | ------ |
| Broj ljudi: | 328  | 365     | 395    | 408    |
| Razlika:    |      | +11,28% | +8,21% | +3,29% |

| Ano:               | 2023 | 2024   |
| ------------------ | ---- | ------ |
| Número de pessoas: | 401  | 408    |
| Diferença:         |      | +1,74% |